# 동해수산연구소
동해수산연구소(東海水産硏究所)는 대한민국 동해의 연근해에 관한 수산시험 및 연구사업을 관장하는 국립수산과학원의 소속기관이다. 1993년 2월 10일 발족하였으며, 강원특별자치도 강릉시 연곡면 해안로 1194에 위치하고 있다. 소장은 고위공무원단 나등급에 속하는 일반직 또는 연구직공무원으로 보하되, 임기제공무원으로 보할 수 있다.

## 연혁
- 1949년 11월 10일: 중앙수산시험장 소속으로 주문진·포항지장 설치.
- 1962년 5월 10일: 동해구지장으로 통합.
- 1963년 12월 17일: 국립수산진흥원 소속 동해구시험소로 개편.
- 1964년 3월 11일: 주문진분소 설치.
- 1971년 8월 13일: 주문진·포항지원으로 분리 개편.
- 1971년 9월 1일: 주문진분소 폐지.
- 1976년 6월 11일: 지장을 지원으로 개편.
- 1985년 4월 26일: 주문진·포항수산연구소로 개편.
- 1993년 2월 10일: 동해수산연구소로 통합.
- 1997년 4월: 포항시에서 강릉시로 청사 이전.
- 2002년 3월 2일: 국립수산과학원 소속으로 변경.
- 2004년 2월 2일: 소속기관으로 어류연구센터, 양식사료연구센터 설치.
- 2007년 1월 1일: 어류연구센터를 폐지하고 동해특성화연구센터를 설치.
- 2009년 4월 30일: 양식사료연구센터를 폐지.
- 2010년 2월 26일: 동해특성화연구센터 폐지.

## 관할구역
- 대구광역시
- 울산광역시
- 강원특별자치도
- 경상북도

## 조직

### 소장
- 연구지원과[1]
- 자원환경과[2]
- 양식산업과[2]

### 소속기관
- 고래연구센터
- 독도수산연구센터

## 시험 연구선
| 선명      | 탐구12호                                              | 총 톤수      | 70톤    |
| --------- | ----------------------------------------------------- | ------------ | ------- |
| 주요 업무 | 동해 적조조사 동해 측정망조사 고래류 자원 및 생태조사 | 최대승선인원 | 12명    |
| 선질      | 강                                                    | 주기관       | 1,620HP |
| 발전기    | 125HP                                                 | 항해속력     | 14Knots |
| 진수일자  | 2003년 11월                                           | 주 정박지    | 묵호항  |